# Корбетт, Джеймс Джон
Джеймс Джон Корбетт (англ. James John Corbett, 1 сентября 1866, Сан-Франциско — 18 февраля 1933, Байсайд, Нью-Йорк) — американский боксёр-профессионал, выступавший в тяжёлом весе. Второй в современной истории чемпион мира по боксу. Пионер современной общефизической и снарядной подготовки боксёра в том виде, в котором она практикуется до сих пор, изобретатель первых специализированных боксёрских снарядов и тренажёров, разного рода приспособлений для развития и самостоятельной отработки техники бокса. Внедрил научный подход и собственно технику бокса, с его победой над непобедимым Джоном Салливаном восторжествовавшую над примитивной грубой силой, за что его нередко называют «Отцом современного бокса». Корбетт был первым боксёром, по отношению к стилю бокса которого стали употребляться прилагательные интеллектуальный и научный. Корбетт также был первым шоуменом современного бокса, внося элемент интриги и драматизма в предматчевый сезон, предшествовавший любому его чемпионскому поединку. Сознавая это или нет, но поскольку Корбетт предпочитал боксировать не в обтягивающих бриджах и гетрах, как это было принято в ту пору, а в плавках, наполовину обнажавших ягодичные мышцы, международная премьера его чемпионского боя 1897 года в кинотеатрах по всему миру произвела такой фурор среди женской аудитории, что Корбетт надолго станет первым спортивным секс-символом, а молодые женщины, единицы из которых когда-либо интересовались боксом, будут составлять более 60% зрительской аудитории его поединков в ту эпоху, когда бокс считался в США одним из самых греховных зрелищ и преступлений против общественной морали.

## Биография
Джеймс Корбетт родился 1 сентября 1866 года в Сан-Франциско, в семье ирландцев. Он был одним из двенадцати детей. По окончании школы поступил клерком в коммерческое заведение, где прославился умением быстро считать. Оставил это место, устроившись кассиром в банке, где и работал до того времени, как стал профессиональным боксёром. Боксерскую подготовку Корбетт получил в Олимпийском клубе Сан-Франциско.
За свою внешность и манеры был прозван «Джентльмен Джим».
Корбетт внес много нового в методику тренировок боксёров: изобрел и применил «грушу», ввел прыжки со скакалкой, стал использовать для подготовки к бою другие виды спорта, в частности легкую атлетику. Он стал первым приверженцем жесткого режима, категорически выступал против употребления алкоголя и табака, без чего в ту пору обходился редкий боксёр.
Поражение, которое Корбетт нанес известному боксёру Джейку Килрейну 18 февраля 1890 года в Новом Орлеане, сделало молодого калифорнийца известным. В 1891 года «Джентльмен Джим» поразил мир бокса, сведя в ничью тяжелый поединок в 61 раунд с австралийским боксёром Питером Джексоном. Сторонники Корбетта усматривали в этом победу Джима, поскольку он весил на 30 фунтов (13,6 кг) меньше своего соперника и обладал гораздо меньшим боксерским опытом. Боксерская общественность стала считать Корбетта претендентом на чемпионский титул, который тогда был признан за знаменитым чемпионом «эры голых кулаков» Джоном Салливаном, поскольку темнокожего неамериканца Джексона к титульному бою допускать не желали.

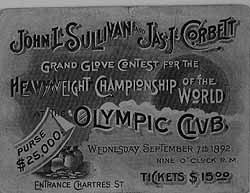
Билет на матч Салливан-Корбетт 1892 года в Олимпийском клубе, Новый Орлеан.

Бой Салливан-Корбетт состоялся 7 сентября 1892 года и закончился убедительной победой Корбетта, он нокаутировал Салливана в 21-м раунде. В этом не было ничего удивительного: Корбетт был на 8 лет моложе чемпиона и значительно лучше подготовлен. Фактически именно этот бой стал первым чемпионским боем за мировой титул в тяжелом весе, проведённым в перчатках, которые весили 5 унций.
Завоевав звание чемпиона, Джеймс более года не выходил на ринг, однако постоянные нападки со стороны англичанина Чарли Митчелла заставили его снова надеть перчатки. 25 января 1894 года в Джексонвилле, штат Флорида, он нокаутировал Митчелла уже в 3-м раунде.

В конце 1895 года Корбетт решил полностью себя посвятить актёрскому творчеству. Он выставил свой боксерский титул между ирландцем Питером Махером и Стивом О’Доннеллом. Победу праздновал Махер, но вскоре проиграл Роберту (Бобу) Фитцсиммонсу.

Корбетт не смог долго оставаться без бокса, поэтому он вернулся уже в 1896 году. 17 марта 1897 года чемпионский матч Джеймс Корбетт — Боб Фитцсиммонс состоялся в Карсон-Сити. Поединок закончился сенсацией, выигрывавший по ходу боя Корбетт был послан в нокаут в 14-м раунде. Это был первый бой, заснятый на киноплёнку.

«Джентльмен Джим» не успокоился и попытался вернуть себе титул. 11 мая 1900 года в Нью-Йорке он провел выдающийся бой, в котором едва не вернул себе чемпионский пояс, которым на тот момент владел уже Джеймс Джеффрис. В течение 22-х раундов Корбетт вел с явным преимуществом, демонстрируя великолепную работу ног по рингу и мощные удары обеими руками, но Джеффрис сумел всё вытерпеть и в 23-м раунде нанес несколько мощных ударов, принесших ему победу. Получив последний удар правой в челюсть, Корбетт упал на канаты и остался лежать в этой позе все время, пока рефери считал до десяти.

С августа 1900 года Джеймс Корбетт три года избегал появления на ринге. Но 14 августа 1903 года он вновь предпринял попытку возвращения. На этот раз в Сан-Франциско он снова дрался с Джеймсом Джеффрисом, но вновь проиграл тяжелым нокаутом в 10-м раунде. После этого поражения Корбетт уже окончательно распрощался с рингом.

После бокса вся его жизнь в течение 30 лет была полностью отдана театру.
Джеймс Корбетт умер от рака, в своём доме на Лонг-Айленде в Нью-Йорке, на 66-м году жизни.
На истории жизни Джеймса в 1942 году был основан фильм «Джентльмен Джим».
В 1990 году его имя было внесено в Международный зал боксёрской славы.

## Результаты боёв
| Бой | Дата            | Соперник            | Судьи             | Место боя                                         | Раундов | Результат     | Дополнительно                    |
| --- | --------------- | ------------------- | ----------------- | ------------------------------------------------- | ------- | ------------- | -------------------------------- |
| 22  | 14 августа 1903 | Джеймс Джеффрис     | Эдди Граней       | Механикс-павилион, Сан-Франциско, Калифорния, США |         | Поражение     | КО10                             |
| 21  | 30 августа 1900 | Чарли Маккой        | Чарли Уайт        | Мэдисон-Сквер-Гарден, Нью-Йорк, Нью-Йорк, США     | 25      | Победа        | КО5                              |
| 20  | 11 мая 1900     | Джеймс Джеффрис     |                   | Seaside A.C., Бруклин, Нью-Йорк, США              |         | Поражение     | КО23                             |
| 19  | 22 ноября 1898  | Том Шарки           | Хонест Джон Келли | Ленокс, Нью-Йорк, Нью-Йорк, США                   |         | Поражение     | Дисквалификация в девятом раунде |
| 18  | 17 марта 1897   | Боб Фитцсиммонс     | Джордж Силер      | The Race Track Arena, Карсон-Сити, Невада, США    |         | Поражение     | КО14                             |
| 17  | 24 июня 1896    | Том Шарки           | Фрэнк Карр        | Механикс-павилион, Сан-Франциско, Калифорния, США | 4       | Ничья         |                                  |
| 16  | 25 января 1894  | Чарли Митчелл       | Хонест Джон Келли | Дювалль, Джексонвиль, Флорида, США                |         | Победа        | КО3                              |
| 15  | 7 сентября 1892 | Джон Салливан       | проф. Джон Даффи  | Олимпик, Новый Орлеан, Луизиана, США              |         | Победа        | КО21                             |
| 14  | 8 октября 1891  | Эд Кинней           |                   | Милуоки, Милуоки, США                             | 4       | Победа        | По очкам                         |
| 13  | 21 мая 1891     | Питер Джексон       |                   | California A.C., Сан-Франциско, Калифорния, США   | 61      | Не определён  |                                  |
| 12  | 14 апреля 1890  | Доминик Маккэффри   |                   | Пятое Авеню, Бруклин, Нью-Йорк, США               | 4       | Победа        | По очкам                         |
| 11  | 18 февраля 1890 | Джейк Килрейн       |                   | Southern A.C., Новый Орлеан, Луизиана, США        | 6       | Победа        | По очкам                         |
| 10  | 28 декабря 1889 | Дейв Кэмпбэлл       |                   | Механикс-холл, Портленд, Орегон, США              | 10      | Ничья         |                                  |
| 9   | 12 декабря 1889 | Билли Смит          |                   | Сан-Франциско, Калифорния, США                    | 10      | Победа        | По очкам                         |
| 8   | 15 июля 1889    | Джо Чойнский        |                   | Сан-Франциско, Калифорния, США                    | 4       | Победа        | По очкам                         |
| 7   | 5 июня 1889     | Джо Чойнский        |                   | баржа у побережья Бениши, Калифорния, США         |         | Победа        | ТКО27                            |
| 6   | 30 мая 1889     | Джо Чойнский        |                   | Файерфакс, Калифорния, США                        |         | Не определено | NC4                              |
| 5   | 1 января 1888   | Дункан МакДональд   |                   |                                                   | 6       | Победа        | По очкам                         |
| 4   | 1 ноября 1887   | проф. Уильям Миллер |                   | Калифорния, США                                   | 6       | Победа        | По очкам                         |
| 3   | 27 августа 1887 | Джэк Бурк           |                   | Олимпик, Сан-Франциско, Калифорния, США           | 8       | Ничья         |                                  |
| 2   | 1 января 1887   | Фрэнк Смит          |                   | Солт-Лейк-Сити, UT, США                           |         | Победа        | КО2                              |
| 1   | 14 июля 1886    | Дункан МакДональд   |                   | Солт-Лейк-Сити, UT, США                           | 8       | Ничья         |                                  |
| Бой | Дата            | Соперник            | Судьи             | Место боя                                         | Раундов | Результат     | Дополнительно                    |

## Примечание
1. ↑  Legendary Champions - John L Sullivan, James J Corbett, Bob Fitzsimmons, ESPN documentary.
2. ↑  До начала показа боёв Корбетта в кинотеатрах, мужчины составляли 99% зрительской аудитории боксёрских поединков в США. После — менее 40% за счёт большого наплыва зрительниц женского пола.
3. ↑  Female Spectators and the Corbett-Fitzsimmons Fight Film Архивная копия от 3 августа 2020 на Wayback Machine by Dan Streible in the Out of Bounds: Sports, Media, and the Politics of Identity, edited by Aaron Baker, Todd Boyd, 1997, pp. 16-47.
4. ↑  остановлен полицией